# Marguerite-Louis-François Duport-Dutertre
Marguerite-Louis- François Duport-Dutertre (Parigi, 6 maggio 1754 – Parigi, 28 novembre 1793) è stato un politico e rivoluzionario francese.

## Biografia
Studiò al Collegio Louis-le-Grand di Parigi e, divenuto avvocato, fu eletto alla municipalità parigina nel 1789 e poi fu sostituto procuratore del Comune. Su raccomandazione di La Fayette il 21 novembre 1790 fu nominato dal re ministro della Giustizia al posto di Jérôme-Marie Champion de Cicé.
Fu sostituito nell'incarico il 23 marzo 1792 dal girondino Jean Marie Roland e si ritirò a vita privata, ma dopo la giornata del 10 agosto 1792 fu sospettato di cospirazione e, insieme con Barnave, Bertrand, Lameth, Duportail e Tarbé, fu arrestato e incarcerato nella Conciergerie. Malgrado l'opinione a lui favorevole di Marat, fu condannato a morte e ghigliottinato insieme con Barnave.